# Оман на Светском првенству у атлетици на отвореном 2023.
Оман је учествовао на 19. Светском првенству у атлетици на отвореном 2023. одржаном у Будимпешти од 19. до 27. августа седамнаести пут. Репрезентацију Омана представљао је 1 атлетичар који се такмичио у трци на 200 метара. , .
На овом првенству такмичар Омана није освојио ниједну медаљу нити је остварио неки резултат.

## Учесници
Мушкарци: 
- Мухамед Обаид Алсади — 200 м

## Резултати

### Мушкарци
| Атлетичар            | Дисциплина | Лични рекорд | Квалификације | Квалификације | Полуфинале           | Полуфинале           | Финале               | Финале       | Детаљи |
| Атлетичар            | Дисциплина | Лични рекорд | Резултат      | Место         | Резултат             | Место                | Резултат             | Место        | Детаљи |
| -------------------- | ---------- | ------------ | ------------- | ------------- | -------------------- | -------------------- | -------------------- | ------------ | ------ |
| Мухамед Обаид Алсади | 200 м      | 20,62 НР     | 21,39         | 7. гр. 4      | Није се квалификовао | Није се квалификовао | Није се квалификовао | 21 / 54 (57) |        |